# Cerreto d'Asti
Cerreto d'Asti, (Srèj d'Ast en piemontès) és un municipi situat al territori de la província d'Asti, a la regió del Piemont (Itàlia).
Limita amb els municipis de Capriglio, Passerano Marmorito i Piovà Massaia.
Pertanyen al municipi les frazioni de Casaglio, Gallareto, Monina i Vairola.